# Roberto Bonfim
Roberto Bomfim de Andrade (Rio de Janeiro, 12 de março de 1945) é um ator brasileiro. Reconhecido por sua ampla carreira na televisão e cinema, venceu duas vezes o Prêmio APCA de melhor ator de televisão e uma vez o Troféu Candango de melhor ator coadjuvante no Festival de Brasília.

## Biografia
Roberto é filho de Noemi Alcântara Bomfim, uma professora, enfermeira e atriz, e Almir Bomfim de Andrade, um jornalista, professor e escritor. O ator optou por não cursar em uma faculdade, sendo a vida artística e política sua escolha.
Foi integrante do movimento estudantil secundarista entre momentos anteriores e posteriores de 1964, quando ocorreu o golpe militar. Participou da criação do Teatro Universitário Carioca, o TUCA. Com esse grupo, iniciou seus trabalhos de atuação.

### Vida pessoal e saúde
Em 2016, após passar por duas cirurgias, uma delas bariátrica, o ator perdeu 50 quilos. Roberto chegou a andar de cadeira de rodas por estar muito acima do peso. Em setembro de 2016, ele fez sua primeira cirurgia para colocar uma prótese na bacia por conta de um problema de artrose. Em novembro, fez a cirurgia de redução do estômago. Além disso, ele já havia feito uma cirurgia no quadril. Após os procedimentos, emagreceu 30 kg. Foi casado com a figurinista Marília Carneiro.

## Carreira

### Início da carreira e primeiros trabalhos na televisão
Iniciou profissionalmente em 1968 na peça O Capeta de Caruaru, de Aldomar Conrado. Após passar dois anos trabalho em montagens teatrais, Roberto foi contratado para seu primeiro trabalho na televisão, sendo chamado por dois diretores: Augusto César Vanucci o convidou para participar do programa Faça Humor, Não Faça Guerra e Moacyr Deriquém o chamou para sua primeira telenovela, Verão Vermelho, de Dias Gomes.
Desde então, Roberto acumulou inúmeros trabalhos alternando entre televisão, cinema e teatro, se tornando um grande nome da dramaturgia nacional. Ao longo da sua carreira, fez vários personagens marcantes. Em depoimento para o Memória Globo em 2017, Bomfim disse: "Sou um ator brasileiro, um ator especializado em tipos brasileiros. Nunca fiz um rico, sempre fiz tipos populares porque eu os conheço, ando pelo Brasil inteiro".

### Consolidação da carreira artística
Em 1970, Roberto iniciou uma sequência de parcerias com a autora Janete Clair. Primeiro, participou do grande sucesso Irmãos Coragem, onde interpretou um bandido que raptava a Índia Potira. Em 1972, foi convidado para entrar no elenco de Selva de Pedra na metade da produção, como uma das formas de movimentar a trama que não era bem aceita pelo público. Em seguida, vieram O Semideus, em 1973, e Fogo Sobre Terra, em 1974, ambas de Janete Clair.
Em 1975, foi dirigido por Walter Avancini em Gabriela, com quem tinha frequentes atritos devido a forma de trabalho. Em 1976, precisou ser afastado da produção de O Feijão e o Sonho devido ao fato de ter ficado doente durante as gravações, sendo substituído por Elcio Romar. Chamou atenção do público em 1979, interpretando Tobias em Cabocla. O personagem ficou popular dentro e fora do Brasil, fazendo com que o ator fosse convidado especial no carnaval em Portugal.
Fez a minissérie Lampião e Maria Bonita em 1982. Continuou fazendo trabalhos de sucesso na Rede Globo, como nas novelas Chega Mais e Paraíso e nas minisséries Bandidos da Falange e Padre Cícero. Em 1986, despontou em um personagem cômico na novela Cambalacho.
Em 1987, trocou de emissora e foi trabalhar na Rede Manchete, onde realizou alguns trabalhos, como Helena, Carmem e outros. Voltou à Rede Globo trabalhando em Tieta. Durante os anos 1990, alterou em trabalhos realizados nessas duas emissoras.
Em 2002, viajou para a Angola, onde passou quatro meses para gravar a telenovela angolana Reviravolta. Na trama, ele interpretava um industrial brasileiro que se casava com uma angolana.
Destacou-se como o barbeiro Salvador na novela Celebridade, de 2003. Em 2005, foi para os Estados Unidos gravar a novela América, em Miami. Nos anos seguintes, participou das novelas Desejo Proibido e Três Irmãs. Após essa última, passo um período afastado das novelas.
Em 2012, foi contratado pela HBO para participar da série Preamar. Em 2014, voltou às novelas em Império, de Aguinaldo Silva. Durante este trabalho, o ator contraiu problemas de saúde e precisou fazer fisioterapia para chegar até o fim da produção.
Em 2017, trabalhou no filme sobre Lampião, na qual ele interpretou o pai de Maria Bonita. Em 2018, interpretou o machista Agenor na novela Segundo Sol, de João Emanuel Carneiro. Seu personagem ganhou repercussão e o atuação do ator foi bastante elogiada nas cenas que retratavam o machismo do personagem com sua família, interpretada pelas atrizes Kelzy Ecard, Nanda Costa e Letícia Colin.

## Filmografia

### Televisão
| Ano  | Título                             | Personagem                     | Notas                         | Emissora      |
| ---- | ---------------------------------- | ------------------------------ | ----------------------------- | ------------- |
| 1971 | Bandeira 2                         | Balalaika                      |                               | TV Globo      |
| 1972 | Selva de Pedra                     | José Ambrósio (Zé)             |                               | TV Globo      |
| 1973 | O Semideus                         | Carlos                         |                               | TV Globo      |
| 1974 | Fogo sobre Terra                   | Saul                           |                               | TV Globo      |
| 1975 | Gabriela                           | Chico Chicão                   |                               | TV Globo      |
| 1976 | O Feijão e o Sonho                 | Gomes                          |                               | TV Globo      |
| 1978 | Maria, Maria                       | Pingo D'Água                   |                               | TV Globo      |
| 1978 | Pecado Rasgado                     | Augusto                        |                               | TV Globo      |
| 1979 | Cabocla                            | Tobias de Oliveira Pinto       |                               | TV Globo      |
| 1980 | Chega Mais                         | Hércules                       |                               | TV Globo      |
| 1982 | Lampião e Maria Bonita             | Sargento Libório               |                               | TV Globo      |
| 1982 | Paraíso                            | Terêncio Villas                |                               | TV Globo      |
| 1983 | Bandidos da Falange                | Bira                           |                               | TV Globo      |
| 1983 | Caso Especial                      | Otelo de Oliveira              | Episódio: "Otelo de Oliveira" | TV Globo      |
| 1983 | Champagne                          | Oliveira Pinto, amigo de Ralph |                               | TV Globo      |
| 1984 | Caso Verdade                       | Antônio                        | Episódio: "Esperança Perdida" | TV Globo      |
| 1984 | Padre Cícero                       | Bugre                          |                               | TV Globo      |
| 1984 | Partido Alto                       | Genilson                       |                               | TV Globo      |
| 1986 | Cambalacho                         | Wanderley Pereira              |                               | TV Globo      |
| 1987 | Helena                             | Firmino                        |                               | Rede Manchete |
| 1987 | Carmem                             | Júlio                          |                               | Rede Manchete |
| 1988 | Vida Nova                          | Sebastião                      |                               | TV Globo      |
| 1989 | Tieta                              | Amintas Feitosa                |                               | TV Globo      |
| 1991 | Amazônia                           | Joaquim (Quim)                 |                               | Rede Manchete |
| 1993 | Renascer                           | Deocleciano Barbosa            |                               | TV Globo      |
| 1995 | Tocaia Grande                      | Natário da Fonseca             |                               | Rede Manchete |
| 1998 | Hilda Furacão                      | Coronel Filogônio Flores       |                               | TV Globo      |
| 1998 | Pecado Capital                     | Raimundo Moreno                |                               | TV Globo      |
| 1999 | Terra Nostra                       | Justino                        |                               | TV Globo      |
| 2000 | Uga Uga                            | Pajé Anru Guapurú              |                               | TV Globo      |
| 2001 | O Clone                            | Edvaldo da Silva               |                               | TV Globo      |
| 2003 | Celebridade                        | Salvador Amorim                |                               | TV Globo      |
| 2005 | América                            | Jotão Abdalla (Jota)           |                               | TV Globo      |
| 2007 | Amazônia, de Galvez a Chico Mendes | Governador Elias               |                               | TV Globo      |
| 2007 | Desejo Proibido                    | Dioclécio                      |                               | TV Globo      |
| 2008 | Três Irmãs                         | Pacífico Àquila                |                               | TV Globo      |
| 2012 | Preamar                            | Xerife                         | 4 episódios                   | HBO Brasil    |
| 2014 | Império                            | Antônio (Antoninho)            |                               | TV Globo      |
| 2015 | Babilônia                          | Cadelão                        | Participação especial         | TV Globo      |
| 2018 | Segundo Sol                        | Agenor Câmara                  |                               | TV Globo      |
| 2021 | Gênesis                            | Betuel                         | Núcleo Jacó                   | Record        |
| 2021 | Nos Tempos do Imperador            | Coronel Ambrósio Rocha         | Episódio: "9 de agosto"       | TV Globo      |

### Cinema
| Ano  | Título                                  | Personagem                                         | Notas          |
| ---- | --------------------------------------- | -------------------------------------------------- | -------------- |
| 1969 | Pedro Diabo Ama Rosa Meia Noite         |                                                    |                |
| 1970 | Os Senhores da Terra                    | Judas Escariote                                    |                |
| 1970 | República da Traição                    |                                                    |                |
| 1971 | Na Boca da Noite                        |                                                    |                |
| 1971 | Lúcia McCartney, Uma Garota de Programa |                                                    |                |
| 1971 | Matei Por Amor                          |                                                    |                |
| 1972 | Revólveres Não Cospem Flores            | Índio                                              |                |
| 1973 | Os Homens Que Eu Tive                   | Vítor                                              |                |
| 1973 | O Homem do Corpo Fechado                | João de Deus                                       |                |
| 1974 | A Estrela Sobe                          | Astério                                            |                |
| 1975 | Ana, a Libertina                        |                                                    |                |
| 1975 | A Extorsão                              | Esteves                                            |                |
| 1975 | Pecado na Sacristia                     | Florindo                                           |                |
| 1975 | A Lenda de Ubirajara                    |                                                    |                |
| 1976 | Soledade, a Bagaceira                   |                                                    |                |
| 1976 | Gordos e Magros                         |                                                    |                |
| 1977 | Quem Matou Pacífico?                    |                                                    |                |
| 1977 | Anchieta, José do Brasil                |                                                    |                |
| 1978 | Nos Embalos de Ipanema                  | Das Bocas                                          |                |
| 1978 | A Noiva da Cidade                       |                                                    |                |
| 1978 | O Bandido Antônio Do                    |                                                    |                |
| 1978 | A Dama do Lotação                       | Bacalhau                                           |                |
| 1978 | A Batalha dos Guararapes                | Filipe Camarão                                     |                |
| 1978 | Chuvas de Verão                         |                                                    |                |
| 1979 | O Sol dos Amantes                       |                                                    |                |
| 1979 | O Caçador de Esmeraldas                 | José Dias                                          |                |
| 1979 | Terror e Êxtase                         | Mil e Uma                                          |                |
| 1979 | O Caso Cláudia                          | Guerra                                             |                |
| 1982 | O Rei da Boca                           | Pedrão                                             |                |
| 1983 | A Difícil Viagem                        | Pedro Canoeiro/ Pedro                              |                |
| 1986 | Fulaninha                               | Canela                                             |                |
| 1988 | Jorge, um Brasileiro                    | Altair                                             |                |
| 1989 | Kuarup                                  |                                                    |                |
| 1989 | Solidão, uma Linda História de Amor     |                                                    |                |
| 1990 | Círculo de Fogo                         |                                                    |                |
| 1994 | Louco por Cinema                        | Ângelo Vandrake/ Mandrix                           |                |
| 1997 | Os Camaradas                            | Homem gordo                                        | Curta-metragem |
| 1999 | Milagre em Juazeiro                     | Monsenhor Alexandrino                              |                |
| 1999 | No Coração dos Deuses                   | Mestre Gabriel                                     |                |
| 1999 | O Viajante                              |                                                    |                |
| 2001 | Minha Vida em Suas Mãos                 | Pablo                                              |                |
| 2001 | O Xangô de Baker Street                 | Leiteiro                                           |                |
| 2002 | A Selva                                 | Caetano                                            |                |
| 2012 | A Idade da Inocência                    | Velho                                              | Curta-metragem |
| 2012 | O Inventor de Sonhos                    | Eustáquio                                          |                |
| 2016 | Apaixonados - O Filme                   | Marceneiro                                         |                |
| 2016 | Cartas de Amor São Ridículas            | Lázaro                                             |                |
| 2017 | Doidas e Santas                         | Delegado                                           |                |
| 2017 | Lampião - O Filme                       | José Filipe Gomes de Oliveira, pai de Maria Bonita |                |
| 2021 | Pai em Dobro                            | Arthur                                             |                |

## Teatro
- 1968 - O Capeta de Caruaru
- 1975/1976 - Gota D'Água - Jasão

## Prêmios e indicações
| Ano  | Associações                    | Categoria               | Nomeações      | Resultado |
| ---- | ------------------------------ | ----------------------- | -------------- | --------- |
| 1980 | Festival de Cinema de Brasília | Melhor Ator Coadjuvante | O Caso Cláudia | Venceu    |
| 1980 | Prêmio APCA de Televisão       | Melhor Ator             | Cabocla        | Venceu    |
| 1983 | Prêmio APCA de Televisão       | Melhor Ator             | Paraíso        | Venceu    |
| 2018 | Prêmio F5 da Folha de S.Paulo  | Melhor Ator             | Segundo Sol    | Indicado  |